# Sacoglottis amazonica
Sacoglottis amazonica är en tvåhjärtbladig växtart som beskrevs av Carl Friedrich Philipp von Martius. Sacoglottis amazonica ingår i släktet Sacoglottis och familjen Humiriaceae. Inga underarter finns listade i Catalogue of Life.